# 1184

## Události
- papež Lucius III. ustavuje bulou Ad abolendam biskupskou inkvizici pro boj s kacíři
- první bezpečná zmínka o cisterciáckém klášteře Hradiště

## Narození
- 11. dubna – Vilém z Lüneburku, vládce Lüneburgu z německé dynastie Welfů († 12. prosince 1213)
- ? – Eleonora Bretaňská, dcera anglického prince Geoffroye II. († 10. srpna 1241)
- ? – Sa'dí, perský básník († 1292)

## Úmrtí
- 2. ledna – Theodora Komnenovna, neteř byzantského císaře Manuela I., rakouská a bavorská vévodkyně jako manželka Jindřicha II. Babenberského (* okolo 1134)
- 15. června – Magnus V., norský král (* 1156)
- 15. listopadu – Beatrix Burgundská, burgundská hraběnka, římská císařovna jako druhá manželka Fridricha I. Barbarossy (* 1143/1147)
- ? – Anežka ze Châtillonu, uherská a chorvatská královna (* 1154)
- ? – Minamoto Jošinaka, japonský samuraj (* 1154)

## Hlavy států
- České knížectví – Bedřich
- Moravské markrabství – Konrád II. Ota
- Svatá říše římská – Fridrich I. Barbarossa
- Papež – Lucius III.
- Anglické království – Jindřich II. Plantagenet
- Francouzské království – Filip II. August
- Polské knížectví – Kazimír II. Spravedlivý
- Uherské království – Béla III.
- Sicilské království – Vilém II. Dobrý
- Kastilské království – Alfonso VIII. Kastilský
- Rakouské vévodství – Leopold V. Babenberský
- Skotské království – Vilém Lev
- Byzantská říše – Andronikos I. Komnenos